# Kutzow
Kutzow ist ein Wohnplatz der Gemeinde Zirchow auf der Insel Usedom im Landkreis Vorpommern-Greifswald. Kutzow schließt sich unmittelbar südwestlich an Zirchow an und liegt, wie der Hauptort der Gemeinde, am südöstlichen Ende des Thurbruchs. Durch den Ort führen die Bundesstraße 110 und die Verbindungsstraße zum Flughafen Heringsdorf.

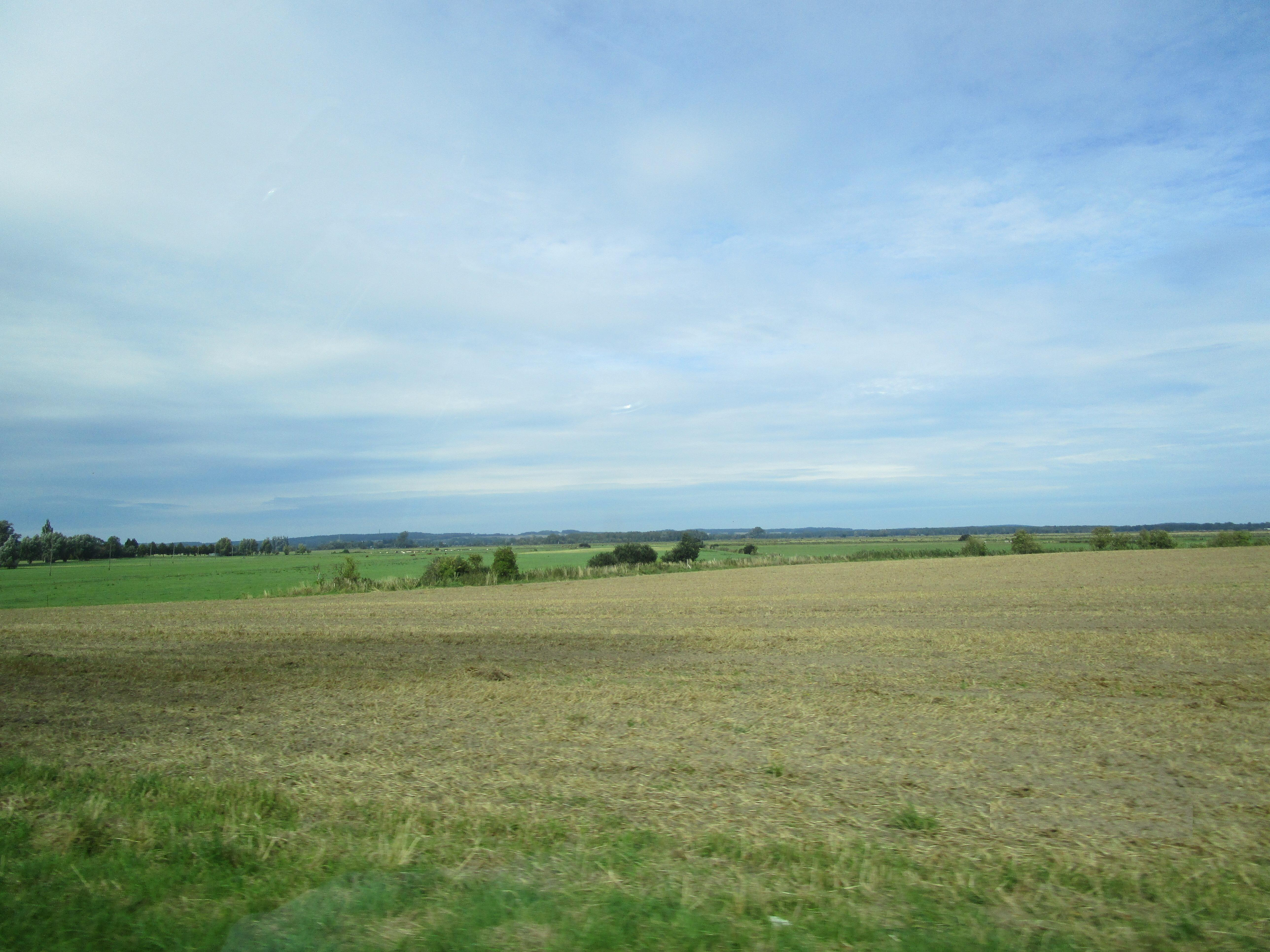
Das Thurbruch zwischen Kutzow und Görke

## Geschichte
Funde von Steinbeilen und steinernen Speerspitzen aus dem Neolithikum (5500 bis 1800 v. Chr.) auf der Kutzower Feldmark deuten auf eine frühe Besiedlung der Gegend hin.
Kutzow wurde in zwei auf 1239 datierten Urkunden als „Cwtsowe“ (PUB Nr. 365) bzw. „Cutzow“ (PUB Nr. 367) sowie in einer weiteren auf 1247 datierten Urkunde (PUB Nr. 453) als „Cutzowe“ erwähnt. Der Historiker Robert Klempin stufte diese drei Urkunden als „unecht“ ein. Es handelt sich danach um gegen Ende des 14. Jahrhunderts angefertigte Fälschungen zugunsten des Klosters Grobe im Grenzstreit mit dem Kloster Stolpe um Anteile am Thurbruch und im Streit mit den Herren von Schwerin. Der slawische Ortsname wird als „gestutzt“ gedeutet.
1256 wurde der Ort als Cussove in einer Urkunde Herzog Barnims I. von Pommern erwähnt. Das Kloster Grobe erwarb 1262 vom selben Herzog für 120 Mark das Dorf Cutzow, mit dem die Familie von Schwerin belehnt war. Die Schwerin blieben auch weiterhin im Lehnsbesitz des Dorfes. So verkaufte das Kloster 1353 vier Mark jährliche Pacht aus Kutzow an den Geistlichen Peter Bruggow, die der Ritter Gerhard Schwerin zahlen musste. Bruggow, der spätere Stadtpfarrer von Usedom, spendete dem Klosterkonvent 40 Mark aus seinem väterlichen Erbe in Kutzow.
Wegen einer Anordnung des Generalkapitels in Premontre von 1370, begann das Kloster in den letzten Jahrzehnten des 14. Jahrhunderts mit dem Rückerwerb der an Lehnsträger abgegebenen Güter und der Auflösung der Lehnsverhältnisse, wodurch es zu erbitterten Konflikten zwischen Kloster und Vasallen kam. Das Kloster konnte sich schließlich mit gefälschten Urkunden durchsetzen und nach dem Aussterben der Schwerine auf Kutzow mit Nicolaus Schwerin 1402 das Klosterlehen einziehen.
Nach der Einführung der Reformation in Pommern 1534 wurde der Klosterbesitz 1535 säkularisiert und in das herzogliche Amt Pudagla umgewandelt. Ab 1566 wurde Kutzow als Domäne verpachtet, ab 1602 aber wieder als Vorwerk von Pudagla selbst bewirtschaftet. Die Dörfer Garz, Kamminke, Neverow und Korswandt sowie zwei Halbbauern aus Zirchow mussten für Kutzow Frondienste leisten. Nach dem Westfälischen Frieden 1648 wurde Kutzow wie die gesamte Insel Usedom ein Teil Schwedisch-Pommerns. Im Landesarchiv Greifswald befindet sich eine Matrikelkarte von Kutzow, die bei der Schwedischen Landesaufnahme von Vorpommern erstellt wurde. Um 1698 baten Bauern aus Kutzow nach fünf Missernten vergeblich um Steuererlass und Saatgetreide. Während des Großen Nordischen Krieges musste die schwedische Regierung die Güter Kutzow und Kachlin für 14.090 Taler an die Stadt Stettin verpfänden.

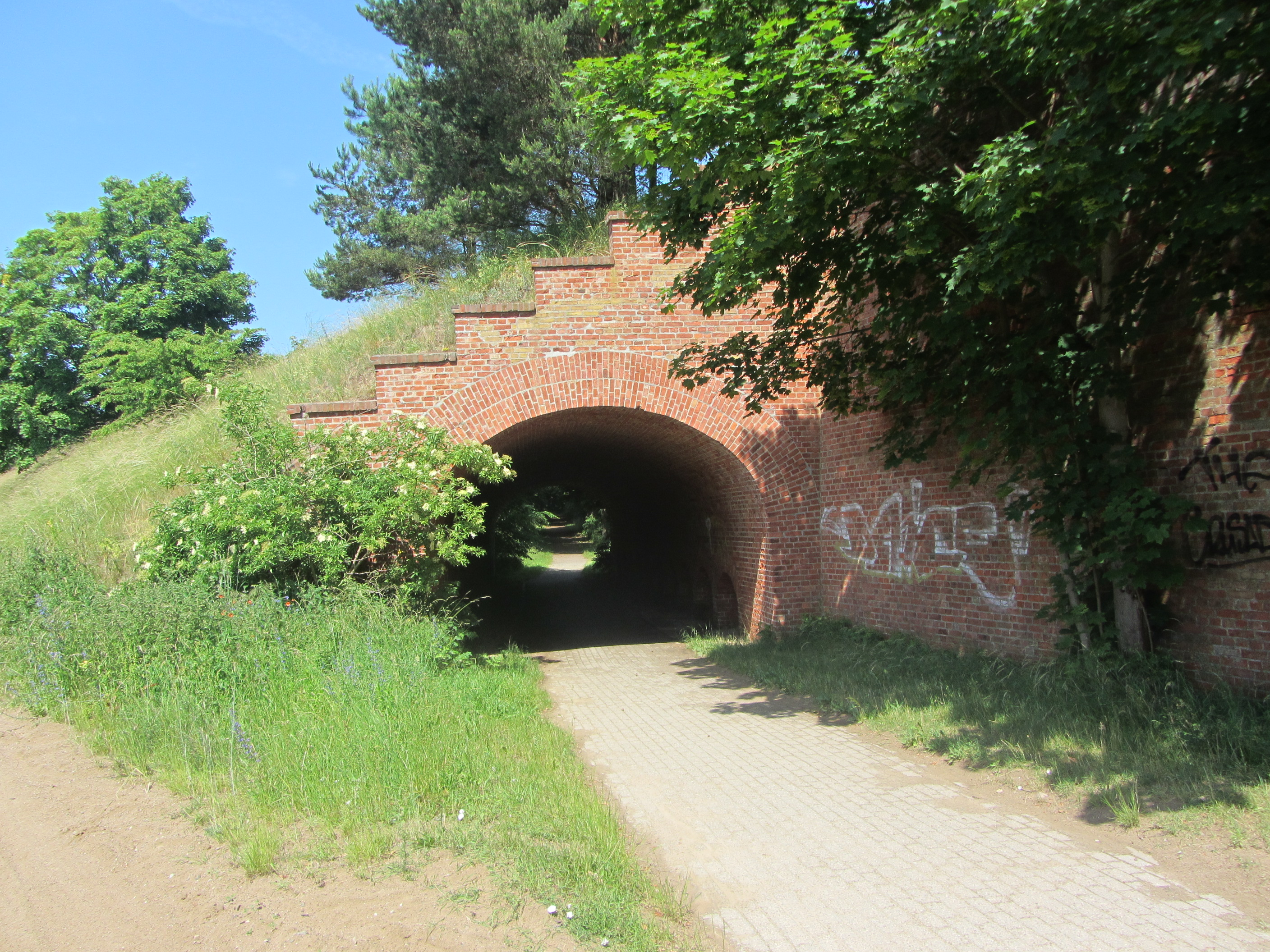
Unterführung an der stillgelegten Bahnstrecke Ducherow–Heringsdorf

1713 besetzte Preußen die gesamte Insel Usedom, die 1720 offiziell in preußischen Besitz überging. Um 1779 wohnten in Kutzow ein Büdner, zwei Kolonisten und ein Schmied mit ihren Familien. Der Schmied betrieb auch den Kutzower Krug, bei Brüggemann als „der Cutzowsche Krug“ bezeichnet, der nördlich abseits des Gutes an der Poststrecke von Usedom nach Swinemünde lag. 1794 wurde das Vorwerk an den damaligen Unterpächter Adolf Schmidt zunächst in Erbpacht, später als freies Allodium veräußert und wurde so zu einem Landgut. Von 1858 bis 1861 wurde die durch Kutzow führende Poststraße zur Chaussee ausgebaut. Dabei wurde die Streckenführung zwischen dem Kutzower Krug und dem benachbarten Zirchow mittels eines Straßendamms über einen südlichen Ausläufer des Thurbruchs abgekürzt. 1863 hatte der Ort 140 Einwohner, die in acht Wohnhäusern lebten. Nach dem Bau der Bahnstrecke von Ducherow nach Swinemünde durch das Areal des Gutes in den 1870er Jahren befand sich in Kutzow bis 1945 ein Eisenbahnhaltepunkt.
1905 hatte Kutzow 151 Einwohner. Der Gutsbesitzer Heydemann ließ 1920 im Thurbruch ein Windschöpfwerk errichten, das 1926 nach Kachlin umgesetzt wurde. Bis zur Eingliederung in die Gemeinde Zirchow 1929 war Kutzow ein Gutsbezirk im Amtsbezirk Dargen. Zwischen 1930 und 1934 wurde das Gut aufgeteilt und versiedelt. Dabei entstanden mehrere Bauerngehöfte, das Restgut blieb aber erhalten und ist noch heute erkennbar. Gutshaus, Gutspark und einige Wirtschaftsgebäude haben überdauert. Der Bereich zwischen dem Gutshof und dem Kutzower Krug ist inzwischen mit weiteren Wohnhäusern bebaut. Die Schmiede diente zu DDR-Zeiten der örtlichen LPG als Werkstatt für Landtechnik. Nördlich und nordwestlich davon wurden weitere Wohnhäuser errichtet.